# KKSV Meinerzhagen
Der KKSV Meinerzhagen 1951 e. V.  (offiziell: Kleinkaliber Sportverein Meinerzhagen 1951 e. V.) ist ein Schießsportverein aus Meinerzhagen im Märkischen Kreis.

## Geschichte
Am 24. Februar 1951 wurde der hiesige Verein aus der Taufe gehoben. „In den ersten drei Jahren standen finanzielle Schwierigkeiten im Vordergrund. Aber durch eiserne Kameradschaft und viel Idealismus ist aus dem damals jungen Verein das geworden, was er schnell wurde. Eine starke Konkurrenz für die anderen Vereine auf Kreis- und Bezirksebene.“
Der KKSV Meinerzhagen war einer der Vereine, die bei der Wiedergründung des Westdeutschen Schützenbundes 1861 e. V. nach dem Krieg beteiligt war.
Insbesondere die Schützen des KKSV Meinerzhagen waren bei Deutschen Meisterschaften und Pokalwettkämpfen erfolgreich.

## Sportliche Erfolge
- 2007 Deutscher Pokalsieger[2]
- 2008 Deutscher Pokalsieger[3]
- 2018 Deutscher Meister Lichtpunktpistole Damon Johann
- 2018 Deutscher Vizemeister Lichtpunktgewehr Tyler Johann

## Bekannte Mitglieder
- Maren Johann, Nationalmannschaftsschützin[2]
- Thordis Arnold[4]